# Топкапи
Топкапи́ (тур. Topkapı, дослівно «гарматні ворота»: від тур. top — гармата, тур. kapı — ворота, двері) — головний палац Османської імперії до середини XIX століття. Також відомий як Сераль (фр. Serail від перського Serai — «великий будинок, палац», що перейшов в тур. saray).

## Розташування
Палац розташований на мисі стрілки Босфору та Золотого Рогу в історичному центрі Стамбула у районі Султанахмет поруч з Собором Святої Софії. Площа палацу становить більш ніж 700 тис. м², він оточений стіною завдовжки 1400 м.
Місце розташування має значну попередню історію.
- За часів Стародавньої Греції тут побудували язичницький храм на честь богині кохання Афродити.
- В 4 столітті н. е. за сприяння візантійського імператора Константина на руїнах храму Афродити будують великий християнський храм, що тимчасово став головним храмом Константинополя. Саме в ньому 381 року н. е. працював Перший Константинопольський собор (він же Другий вселенський).
- Площа біля храму стала місцем сутичок 532 року під час повстання Ніка (повсталі кричали «Перемога!», свідси грецька назва повстання). Після придушення повстання храм того ж року відновили.
- Церква Св. Ірини 740 року постраждала від землетрусу, трохи перебудована і ремонтована. На зламі 8-9 ст. її фігурні мозаїки були знищені в добу іконоборства.
- Церква Св. Ірини втратила значення головного храму після побудови храму Св. Софії, але зберігалася і в добу Латинської імперії венеційців, і надалі.
- Після військового захоплення Константинополя 1453 року османами, церква Св. Ірини не була перетворена на мечеть (!). Поруйновану споруду ремонтували і перетворили на арсенал. Розташована в першому дворі палацового комплексу Топкапи.
- 1869 року ремонтовану споруду церкви відвели під Археологічний музей Стамбула.
- Ремонтована церква Св. Ірини реконструйована і на початку 21 століття — використовується як концертна зала.

## Історія палацу
У 1453, після військового захоплення османами Константинополя, тодішній султан Мехмед Завойовник спочатку оселився в побудованому для нього палаці в районі нинішньої стамбульської площі Баязид. Від цього палацу нічого не збереглося, проте гарем старого палацу з самого початку розташовувався в Топкапи. Цей старий гарем нині відомий як «Кахляні павільйон». Після того як Мехмед Завойовник наказав (у 1475–1478 рр.) спорудити на руїнах палацу візантійських імператорів новий палац — палац Топкапи, «Кахляний павільйон» опинився на периферії цього нового палацу, але, тим не менш, став вважатися найстарішою його частиною. При цьому перші 50 років існування Топкапи зберігалася ситуація, коли султанський палац був фактично лише робочою резиденцією султанів, як це було і під час існування палацу Баязид. «Кахляний павільйон» з гаремом перебував за межами палацового комплексу Топкапи. Тільки пізніше Роксолана – українська наложниця, а потім дружина султана Сулеймана I — домоглася від нього перенесення гарему в султанський палац Топкапи, щоб бути ближче до султана. Будівництво гарему Топкапи при Сулеймані I стало найбільшою перебудовою палацу Топкапи з моменту його заснування Мехмедом Завойовником.
Топкапи — комплекс палацових і державних споруд і установ. В одному з дворів облаштували аналог офіцерської школи, куди відбирали здібних юнаків, не обов'язково османів. З полонених юнаків-чужинців з захоплених земель формували особливі військові загони — яничарів, яких примушували переходити в мусульманство.
Віталося залучення здібних представників підкорених народів в османські урядовці. Серед них було чимало колишніх візантійців-греків і християн. В обмежених кордонах залишалась національна і релігійна автономія при жорсткій умові підкореності султану, ретельному підкоренні османським законам і постійному внесенні податків. Саме в Османській імперії оселилися більша частина євреїв-сефардів, яких насиллям примусили емігрувати з католицької Іспанії. Серед підкорених османами земель — Сирія, Єгипет, Вірменія, Крим, Волощина і Молдовське князівство в її складі, південь України, Греція, Болгарія, Балкани, частина Угорщини. Османська імперія мала всі риси європейських імперій із мусульманським віросповіданням і обмеженою віротерпимістю.
У наступні століття (до 1854) палац добудовувався та збагачувався. Протягом близько 400 років палац залишався головним палацом Османської імперії (у ньому жили і правили султанів 1925). У 1854 султан Абдул-Меджід I переїхав у новою резиденцію — Палац Долмабахче. У 1923 році, з встановленням республіки, палац Топкапи, як і інші палаци, за наказом Мустафи Кемаля Ататюрка, був оголошений музеєм.

## Структура палацу Топкапи
Влаштований за принципом чотирьох дворів (авлу), оточених захисним муром і розділених між собою. Головні ворота — Брама Повелителя або Баб-и Хюмаюн (осман. Баб-і Хумаюн) ведуть у перший двір, у якому розташовані службові та господарські приміщення. За «Воротами Привітання» або Баб-ус-селям (осман. Babü's-Селам), у другому дворі, розташовані канцелярія дивана і скарбниця. Проходом в третій двір служать Ворота Блаженства або Баб-ус-Саадет (осман. Babü's-Саадет). Тут розмістили приміщення гаремлик для гарема і ендерун (внутрішні покої). У різних палатах внутрішніх покоїв розміщувалася школа Ендерун — центр підготовки управлінських кадрів. У четвертому дворі розташовані павільйони Реван, Софа і Меджидія, вежа Башлай, мечеть Софа, павільйон для обрізання, гардеробна та інші приміщення.

## Палац в наші дні
Нині палац Топкапи є одним з найвідоміших музеїв світу. Число експонатів, виставлених для загального огляду, досягає 65 000 одиниць — це лише десята частина колекції музею Топкапи. Серед експонатів музею — парадна зброя (булави, штандарти, шаблі) і ювелірні вироби, коштовний посуд і порцеляна селадон, прислана чи придбана в Китаї. Колекція китайської порцеляни в музеї Топкапи надзвичайно велика. Серед незвичних експонатів — мощі Святого Івана Хрестителя і діамант Кашикчи у вісімдесят шість (86) каратів вагою. Українців зацікавить портрет Роксолани (військова полонянка з Галичини, що стане дружиною Сулеймана Пишного).

## Галерея

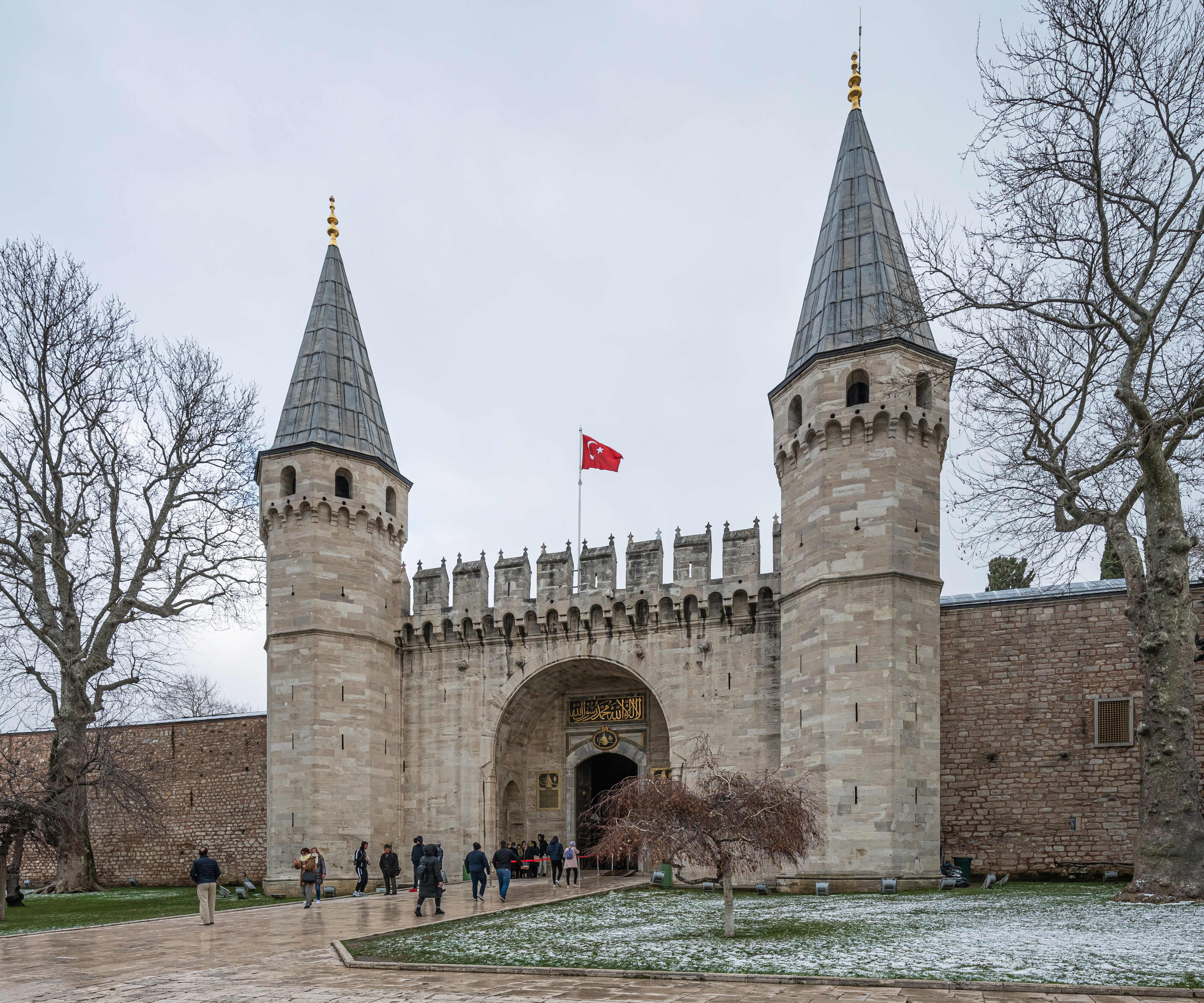
Палац Топкапи. Баб-ус-селям (Брама вітання, або Середня брама). XV—XVI ст. ст.
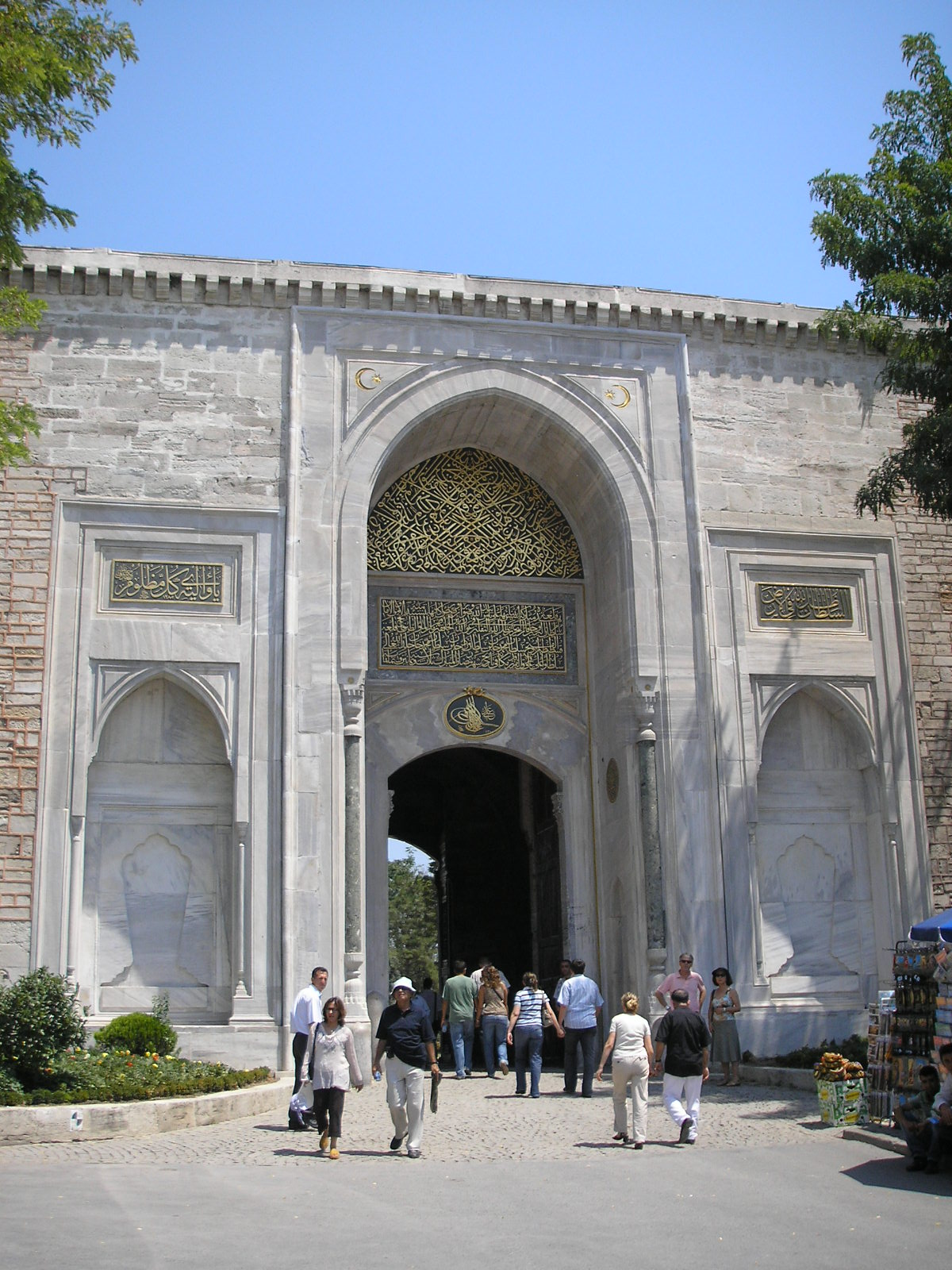
Імперська брама Топкапи.
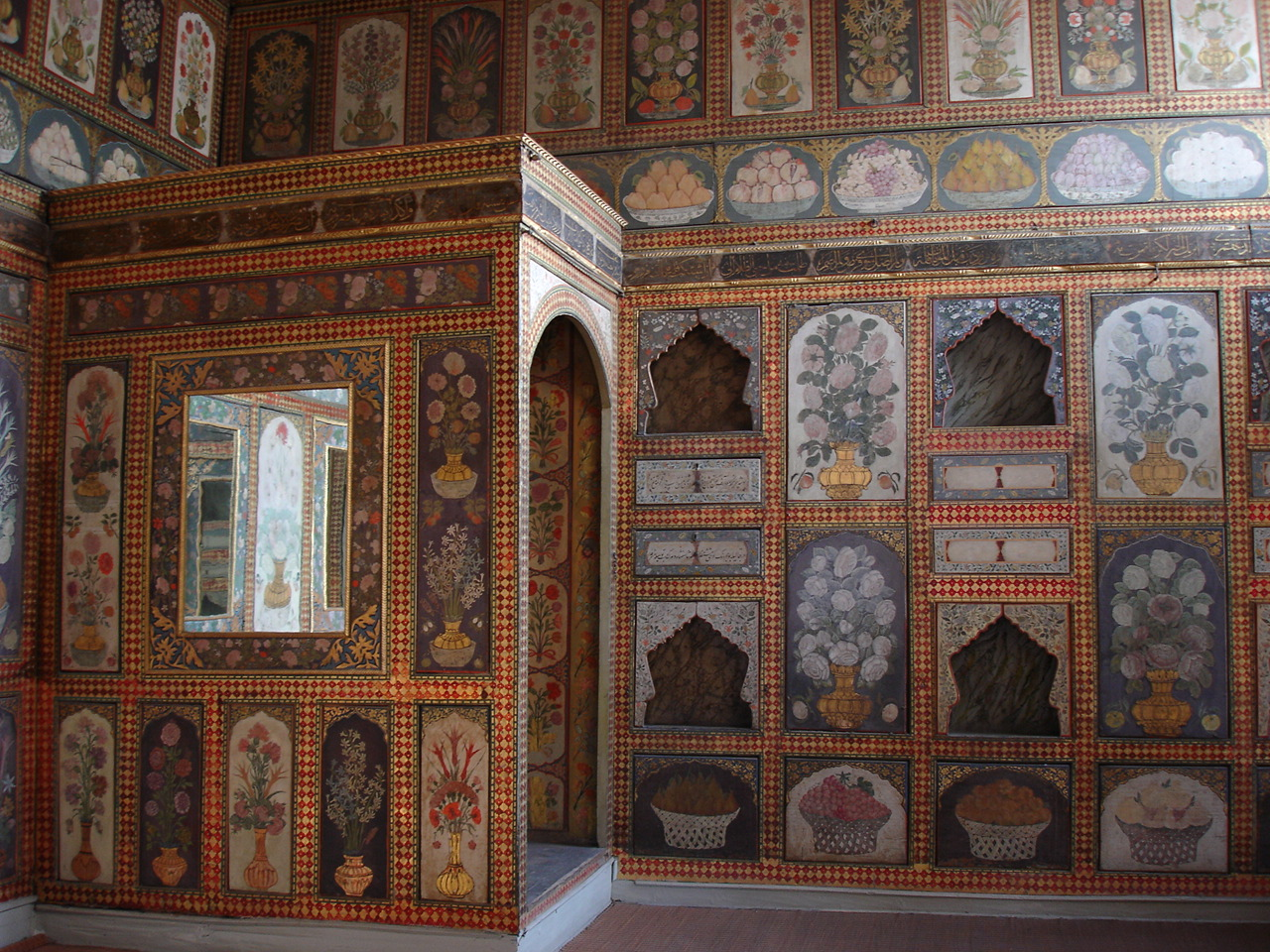
Топкапи, Фруктова зала
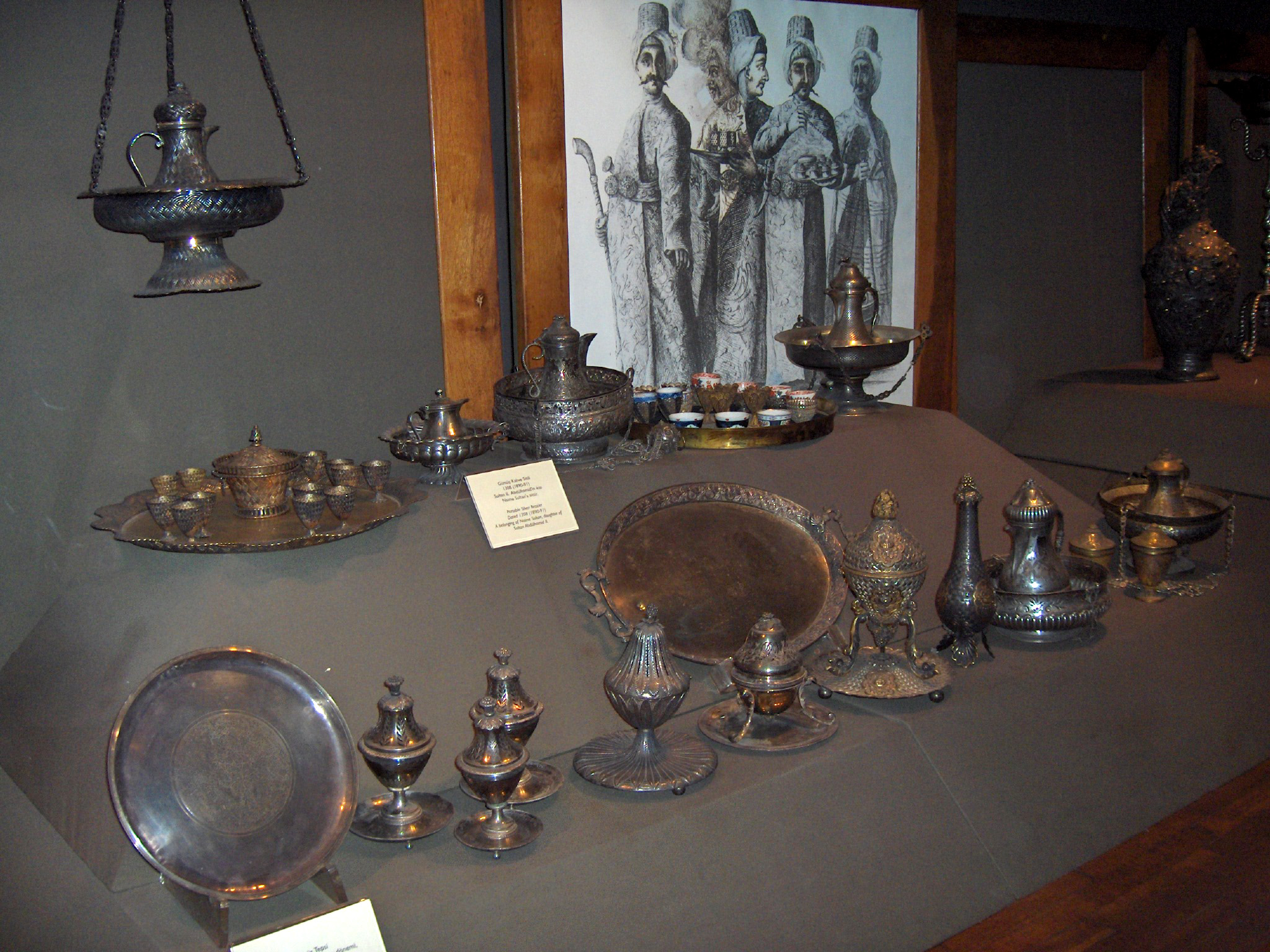
Коштовний посуд
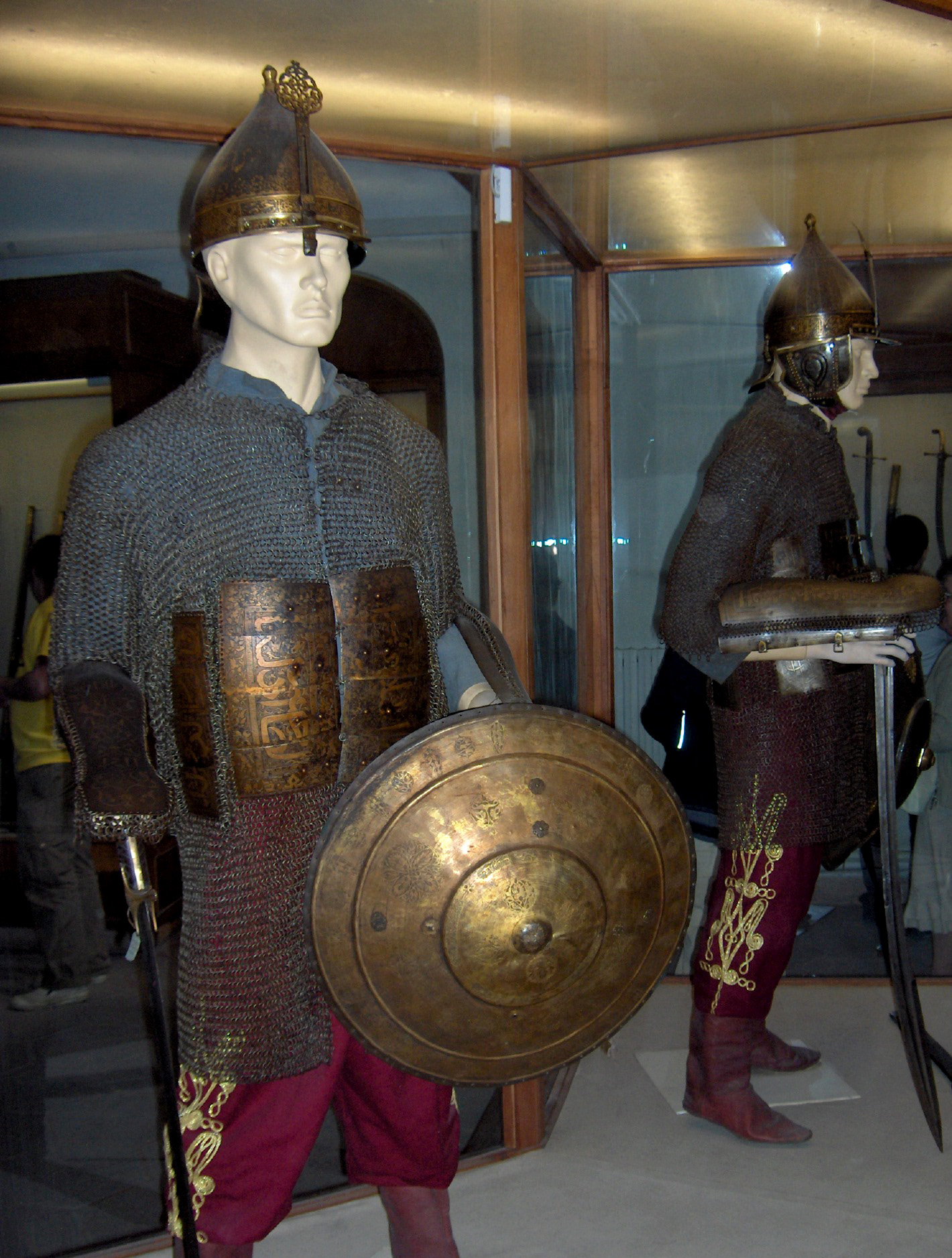
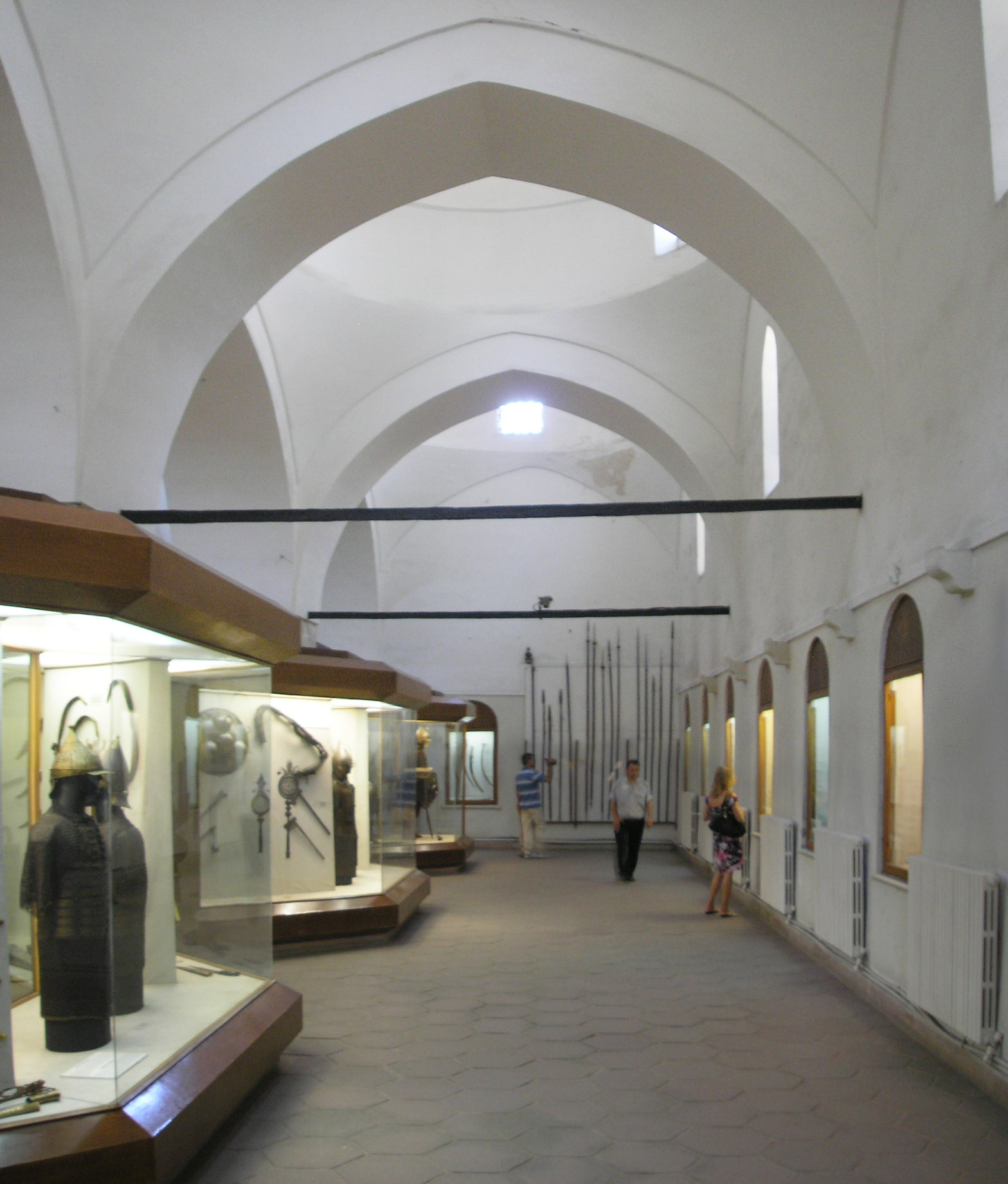
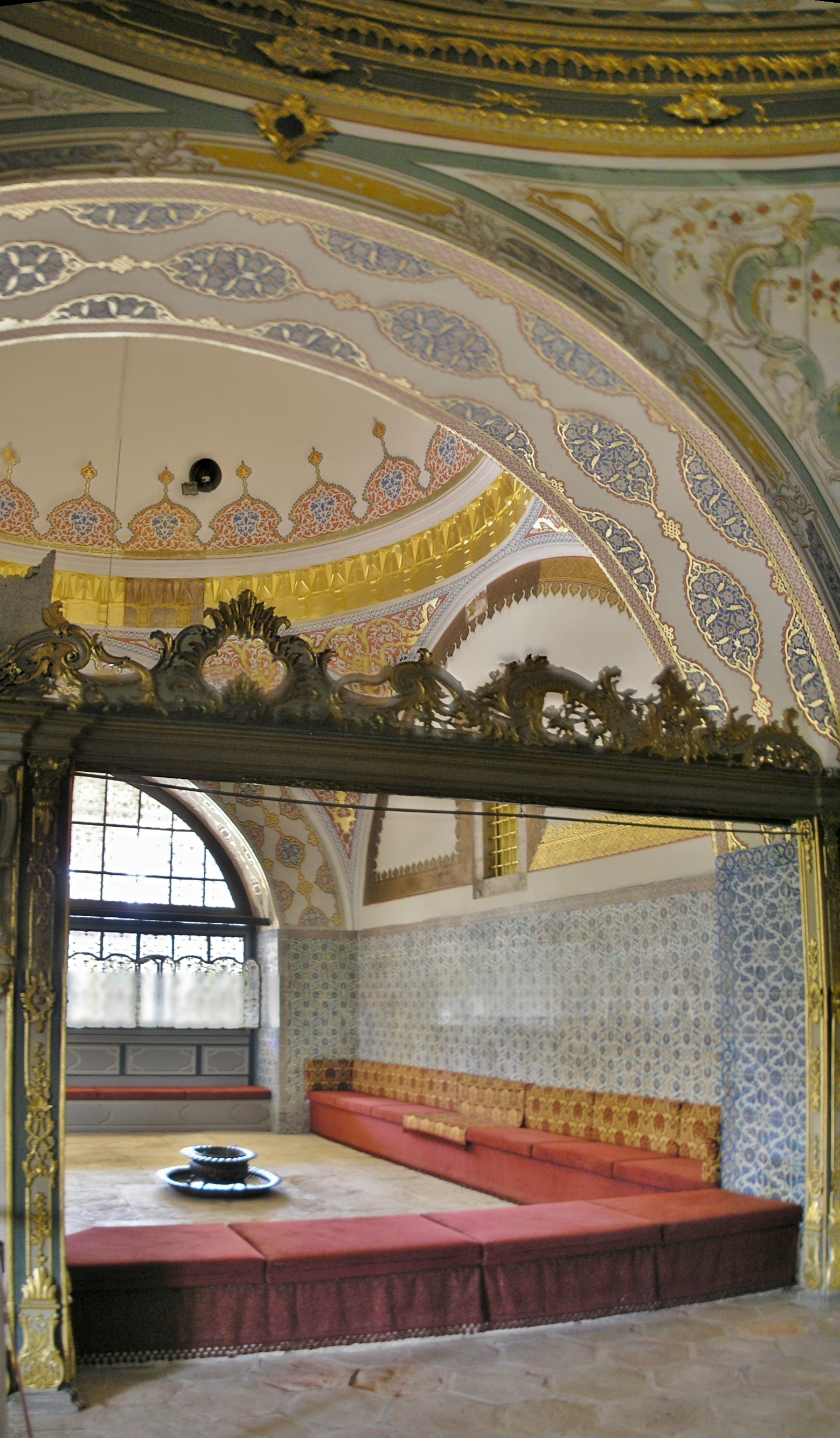
Зал Диван-i-Хумайун (Вищої ради)
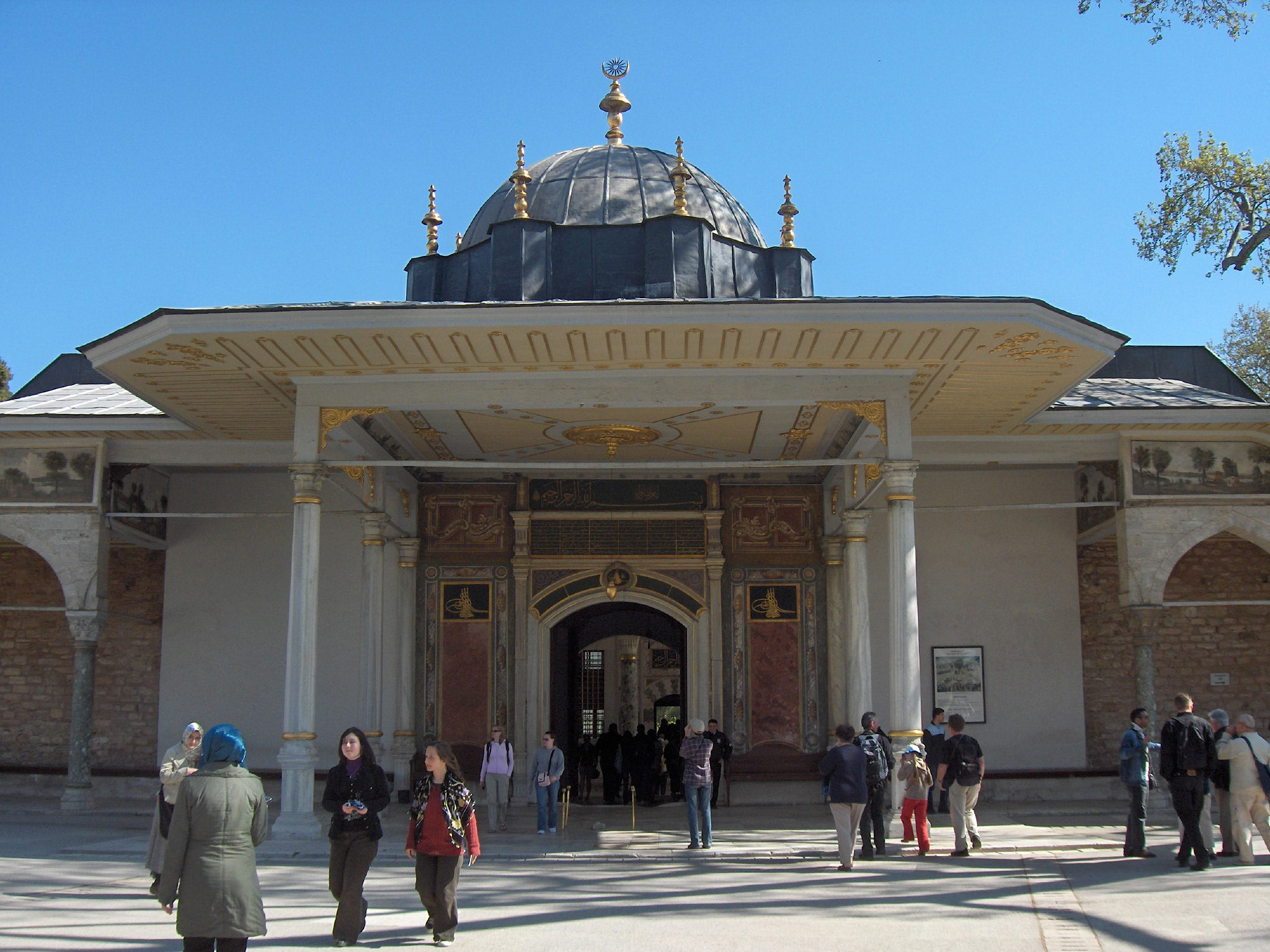
Врата Баб-ус-сааде (Ворота Щастя, або Ворота білих євнухів). XV ст., декоровані  в XVIII ст.
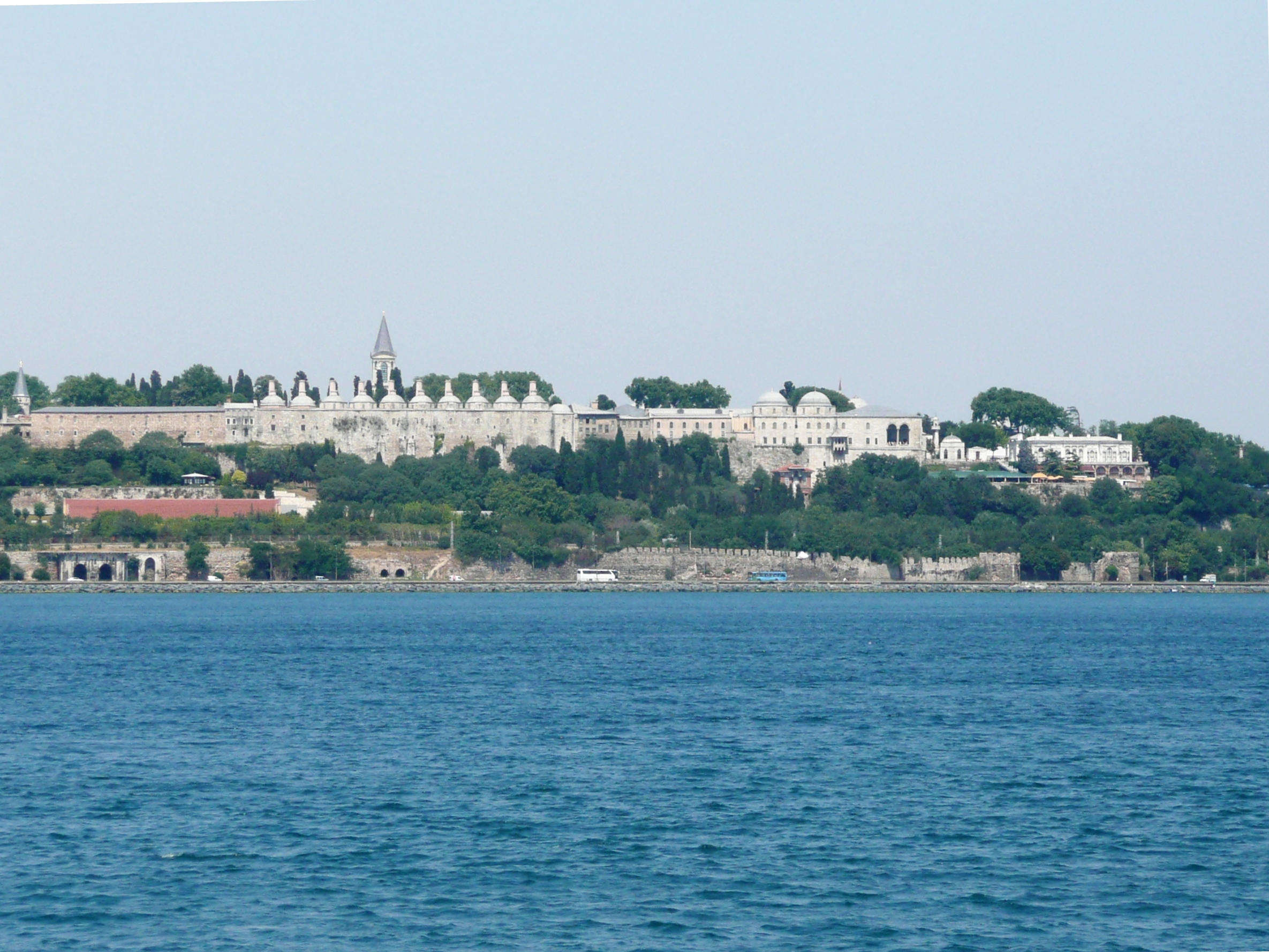
Вид з Босфору
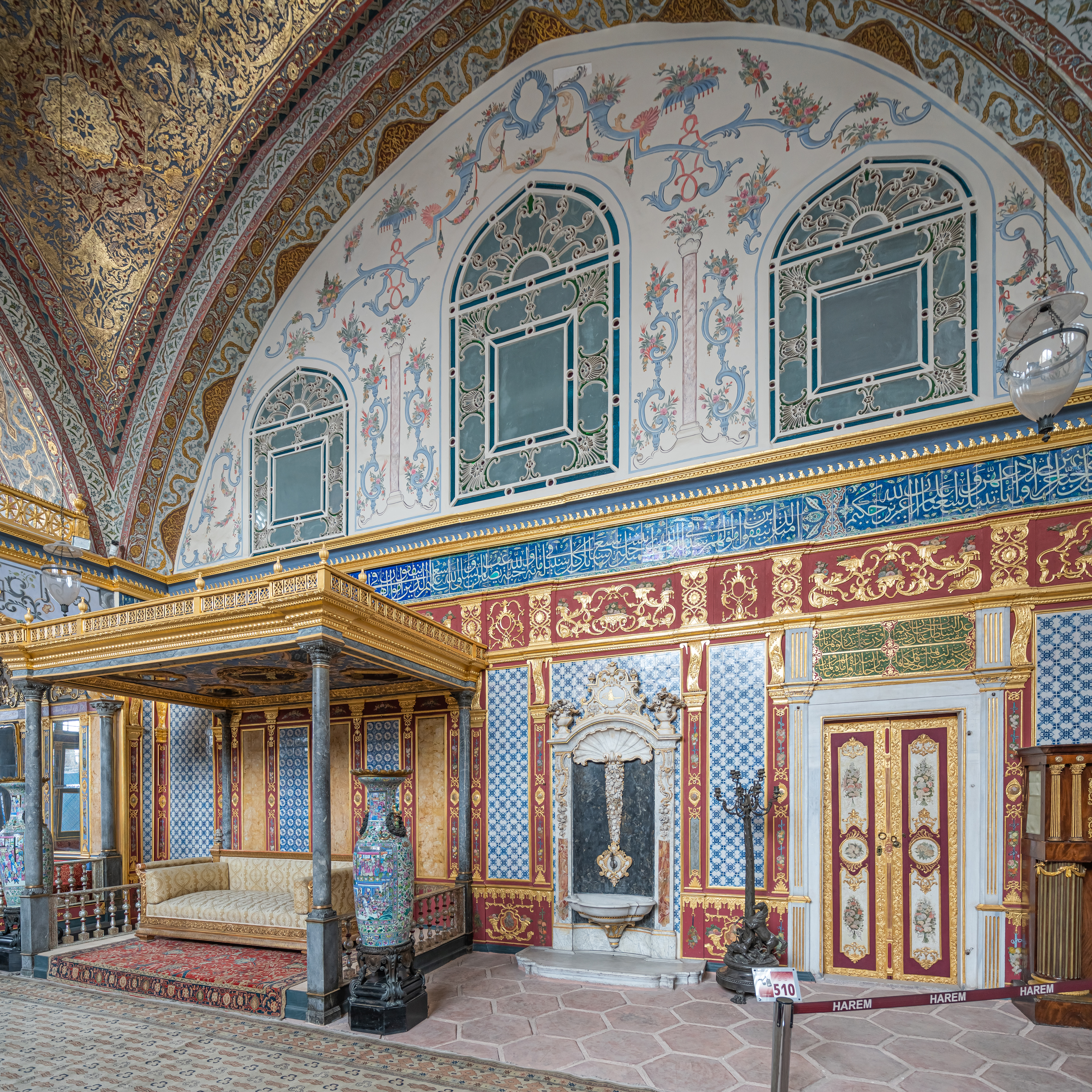
Хюнкар софаси  (Кімната повелителя). XVI ст., перебудована в XVIII-XIX ст.
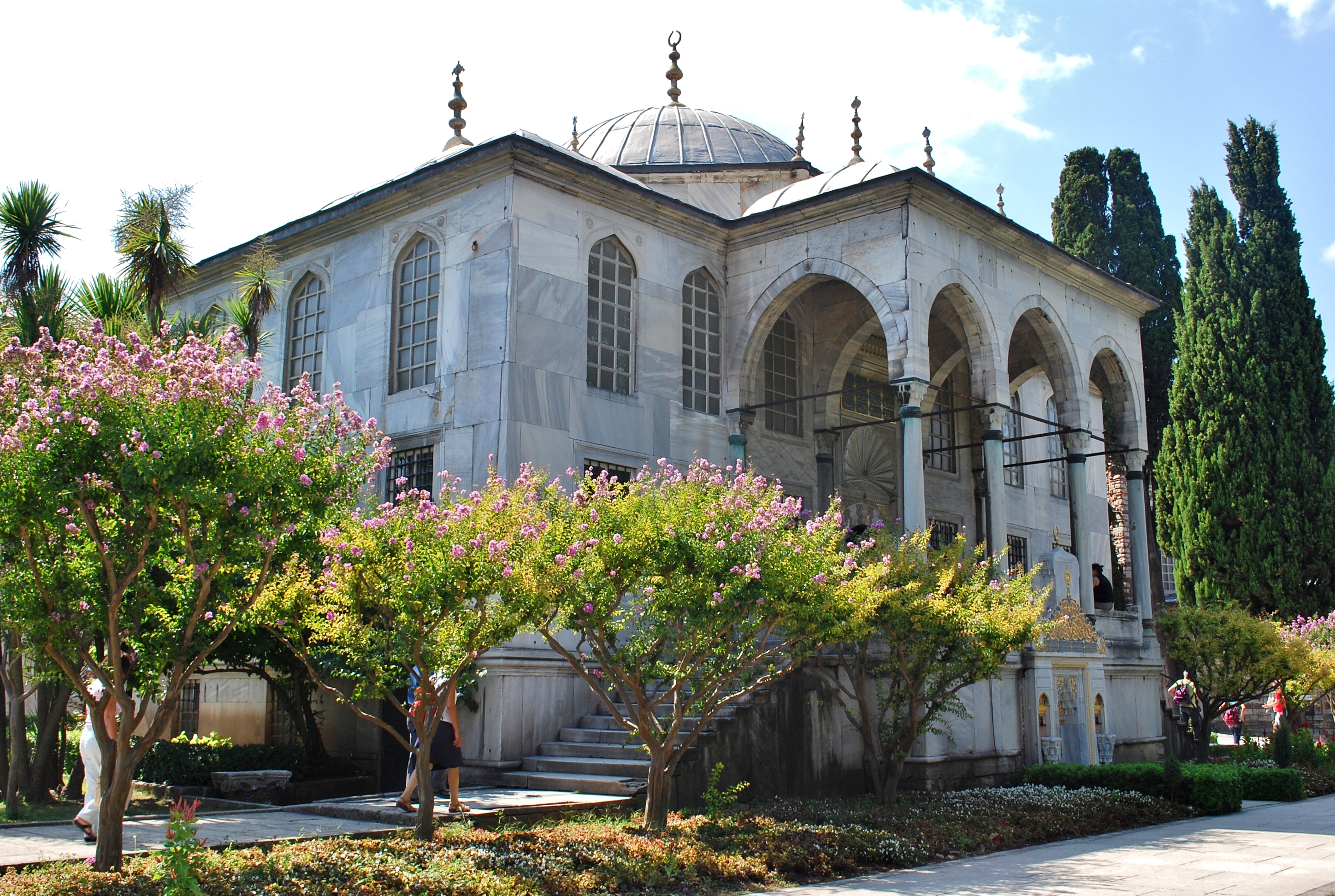
Бібліотека
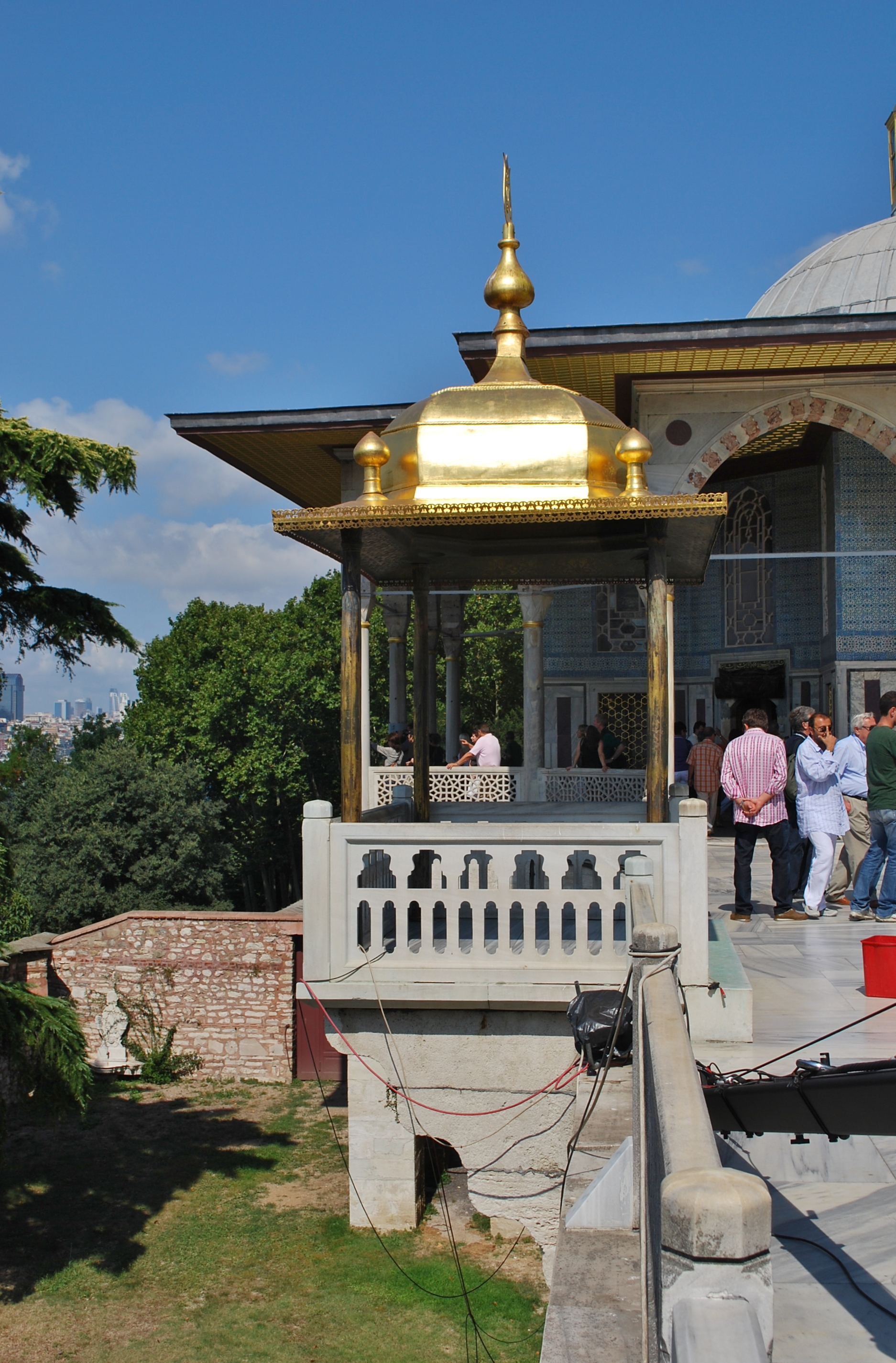
Золота альтанка султана
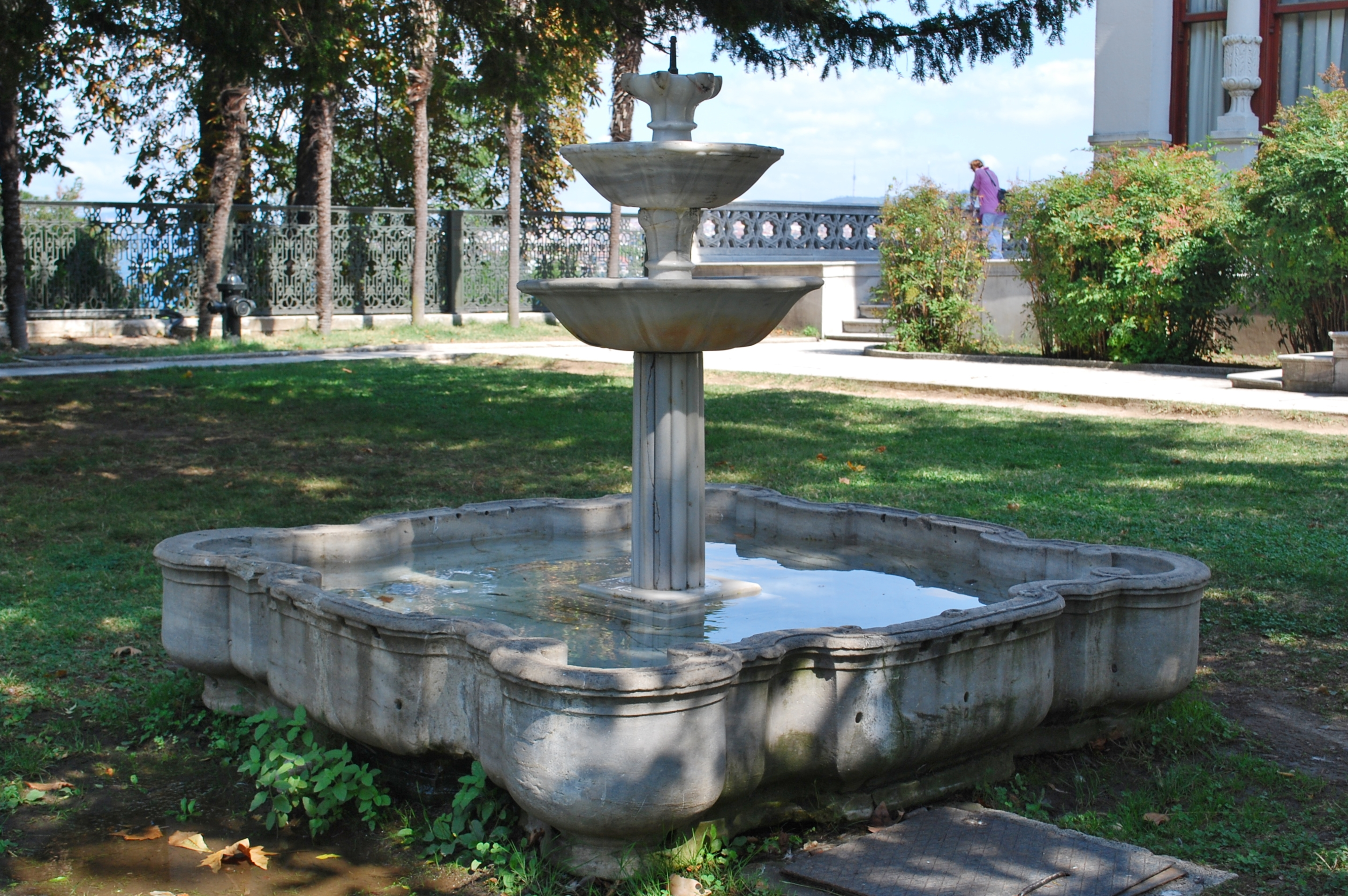
Фонтан в саду
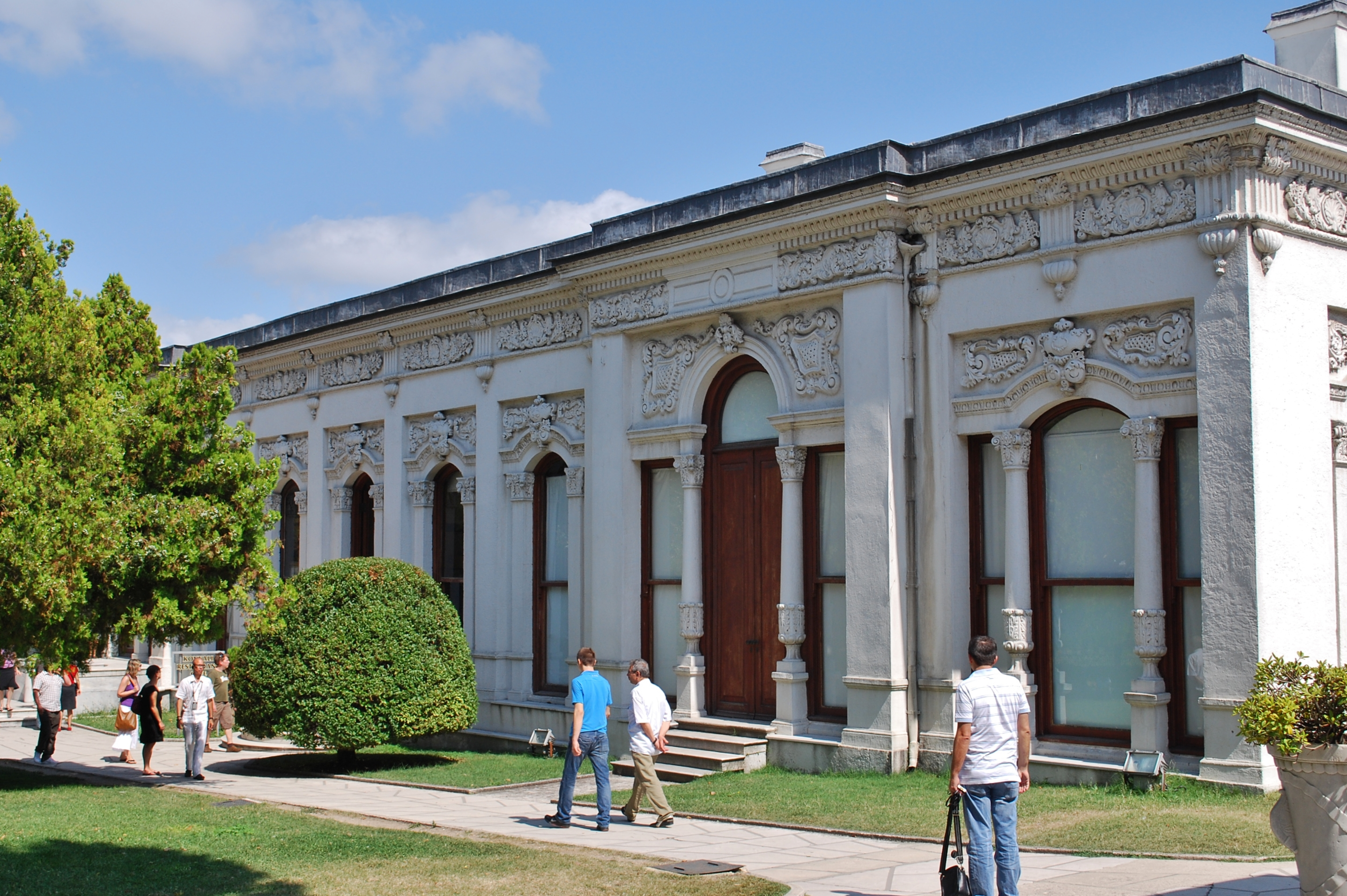
Великий павільйон чи  кіоск Абдул-Меджида I
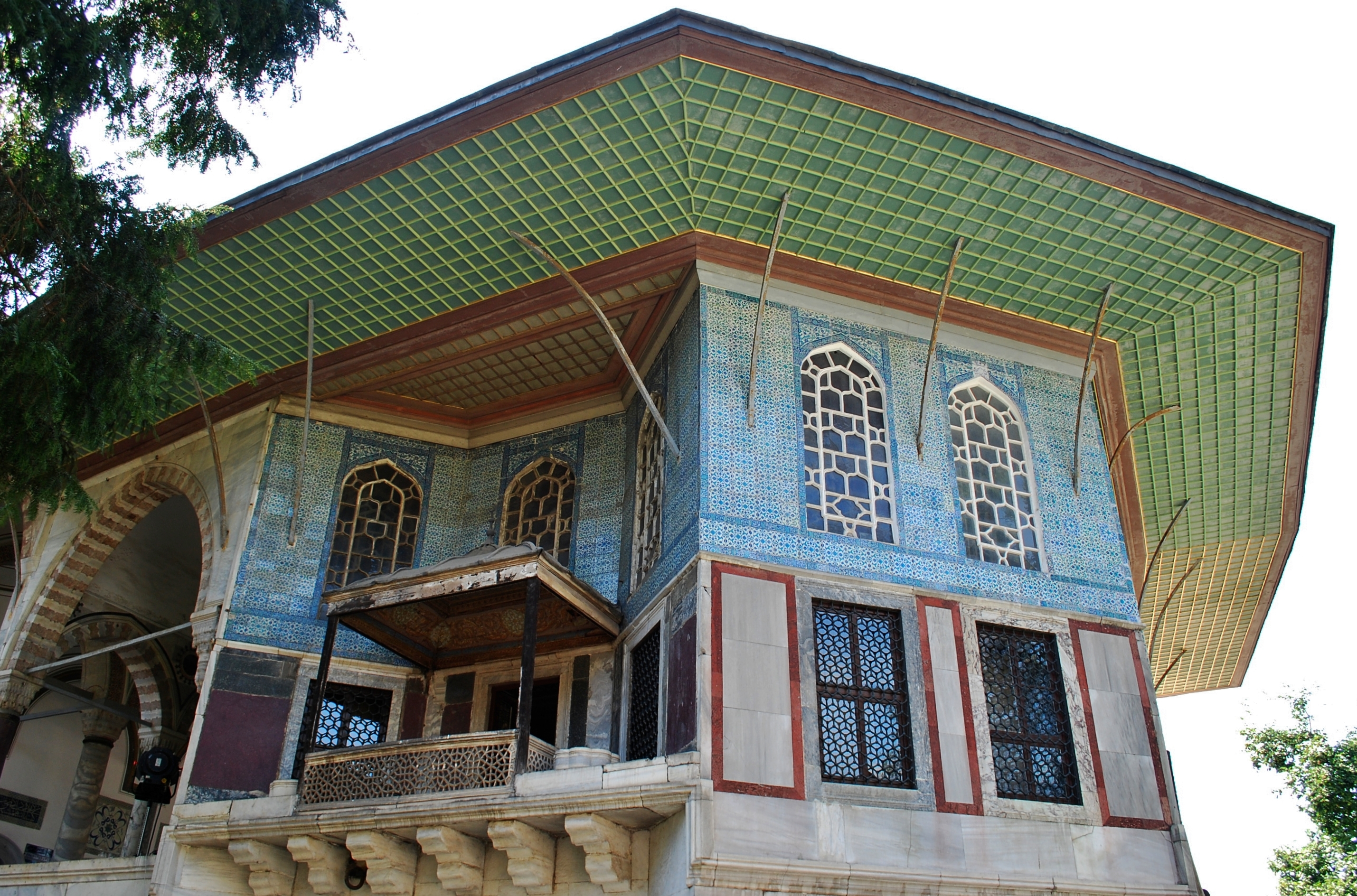
Реван павільйон
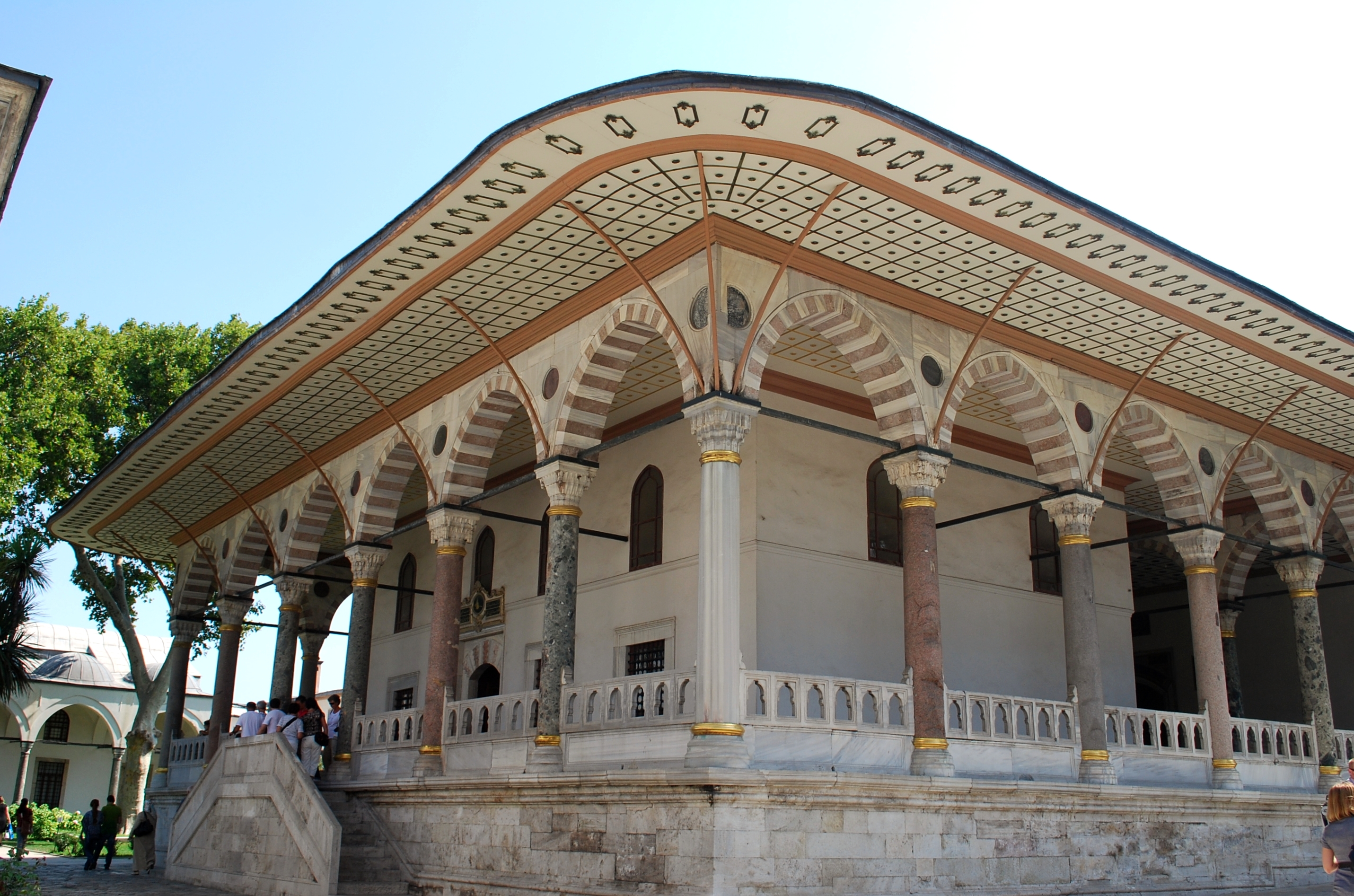
Галерея Зала прийомів султана
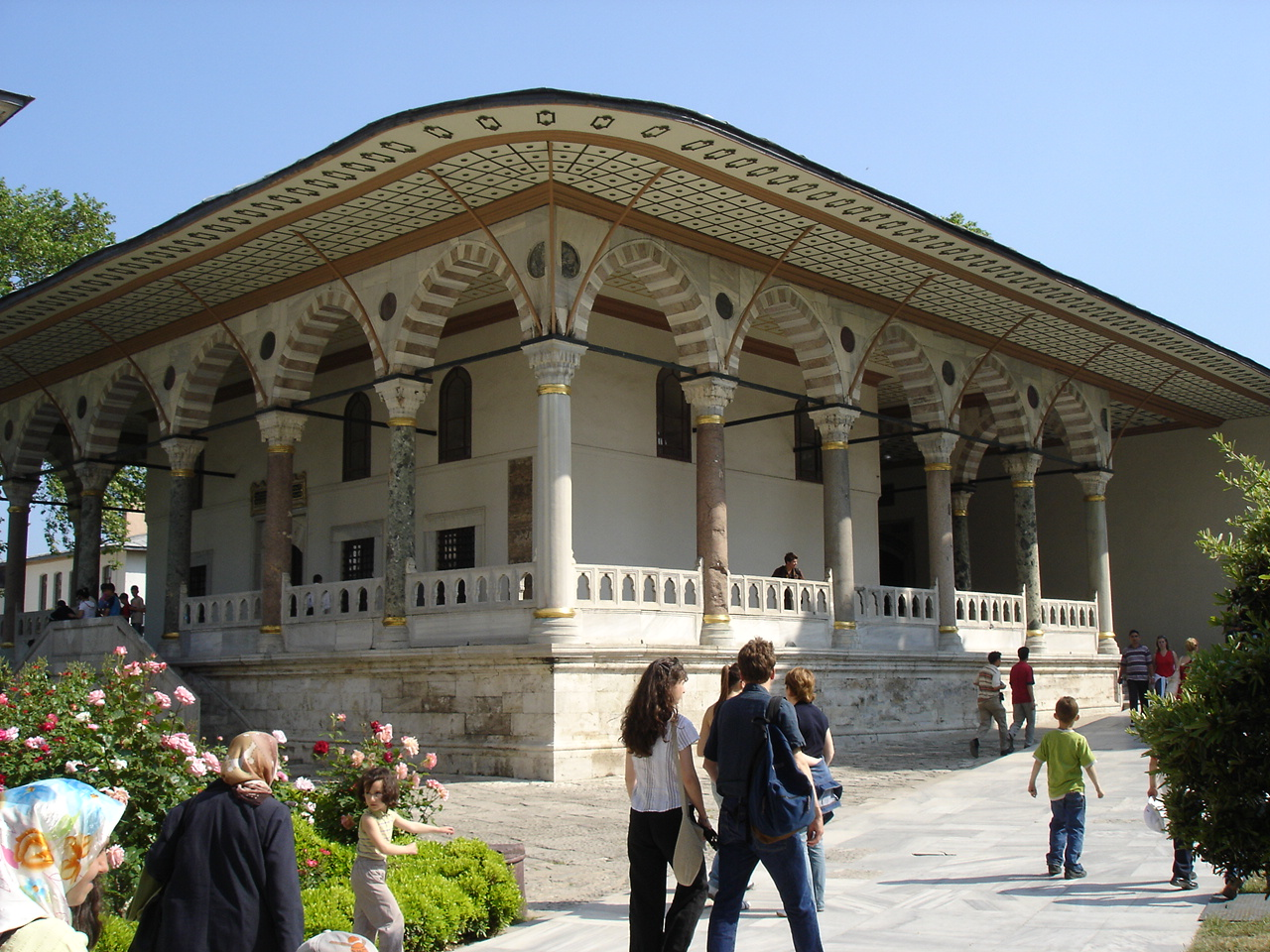
Зала аудієнцій
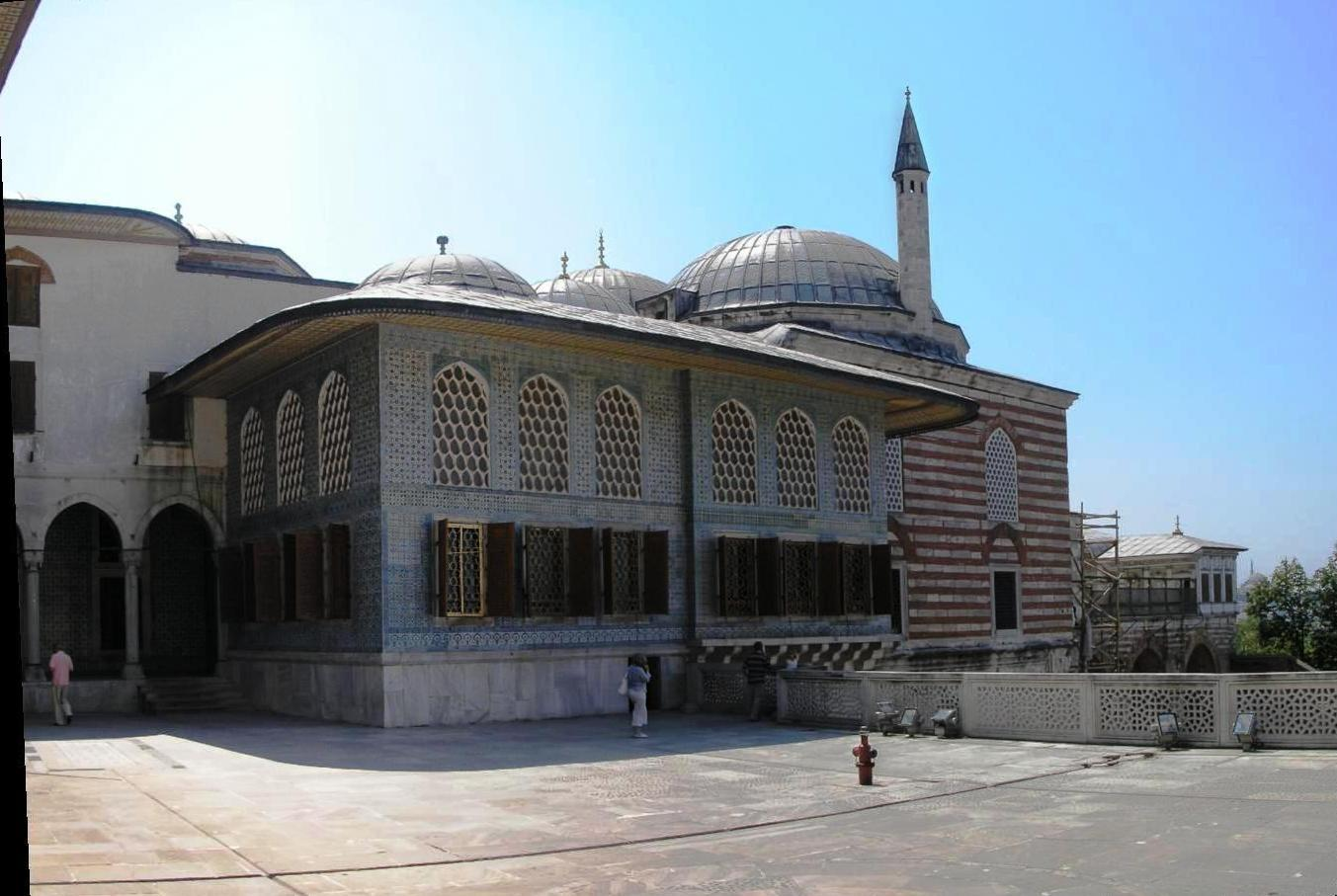
Апартаменти спадкоємця престолу
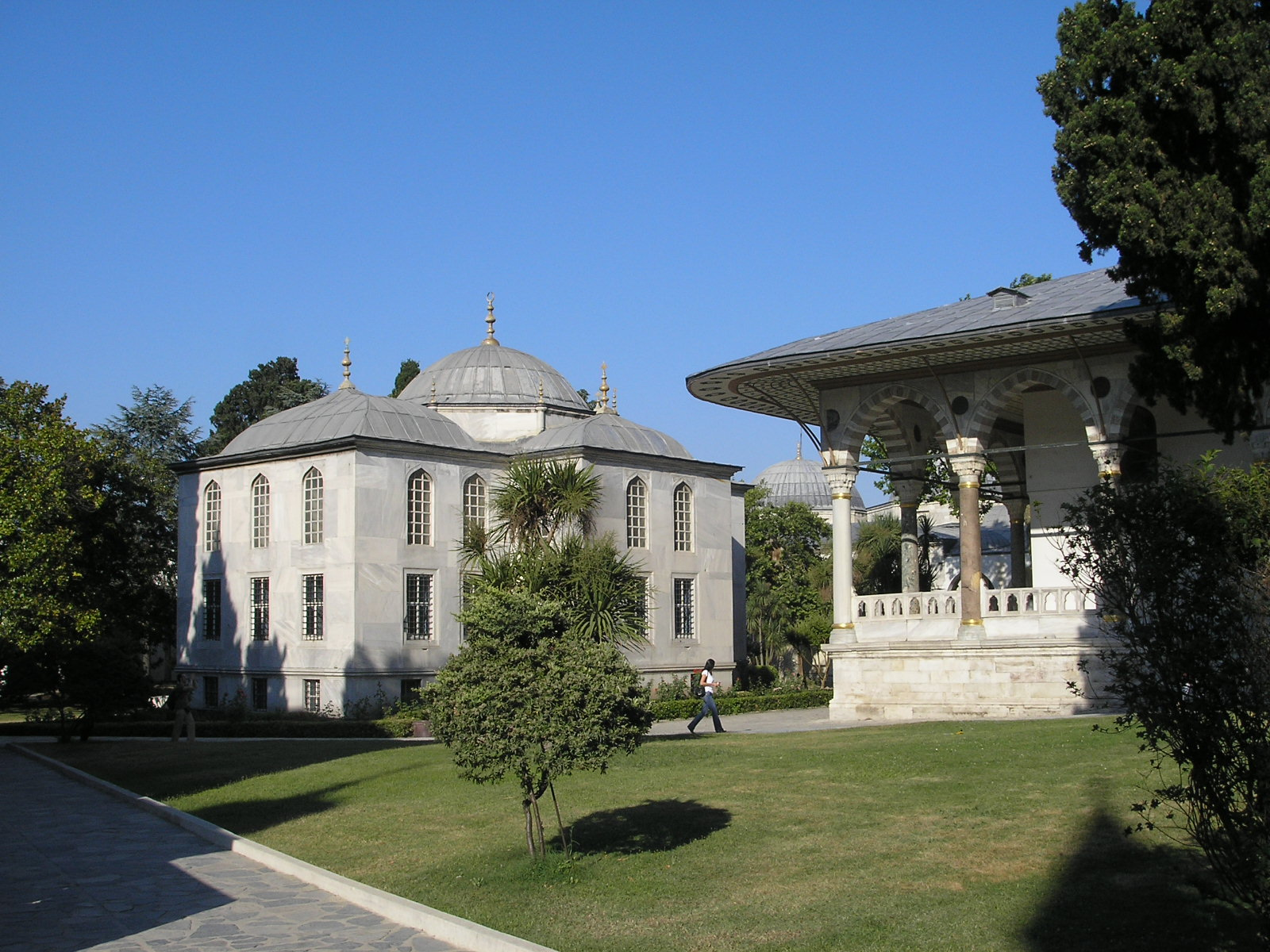
Бібліотека Ахмеда III біля Зали аудієнцій
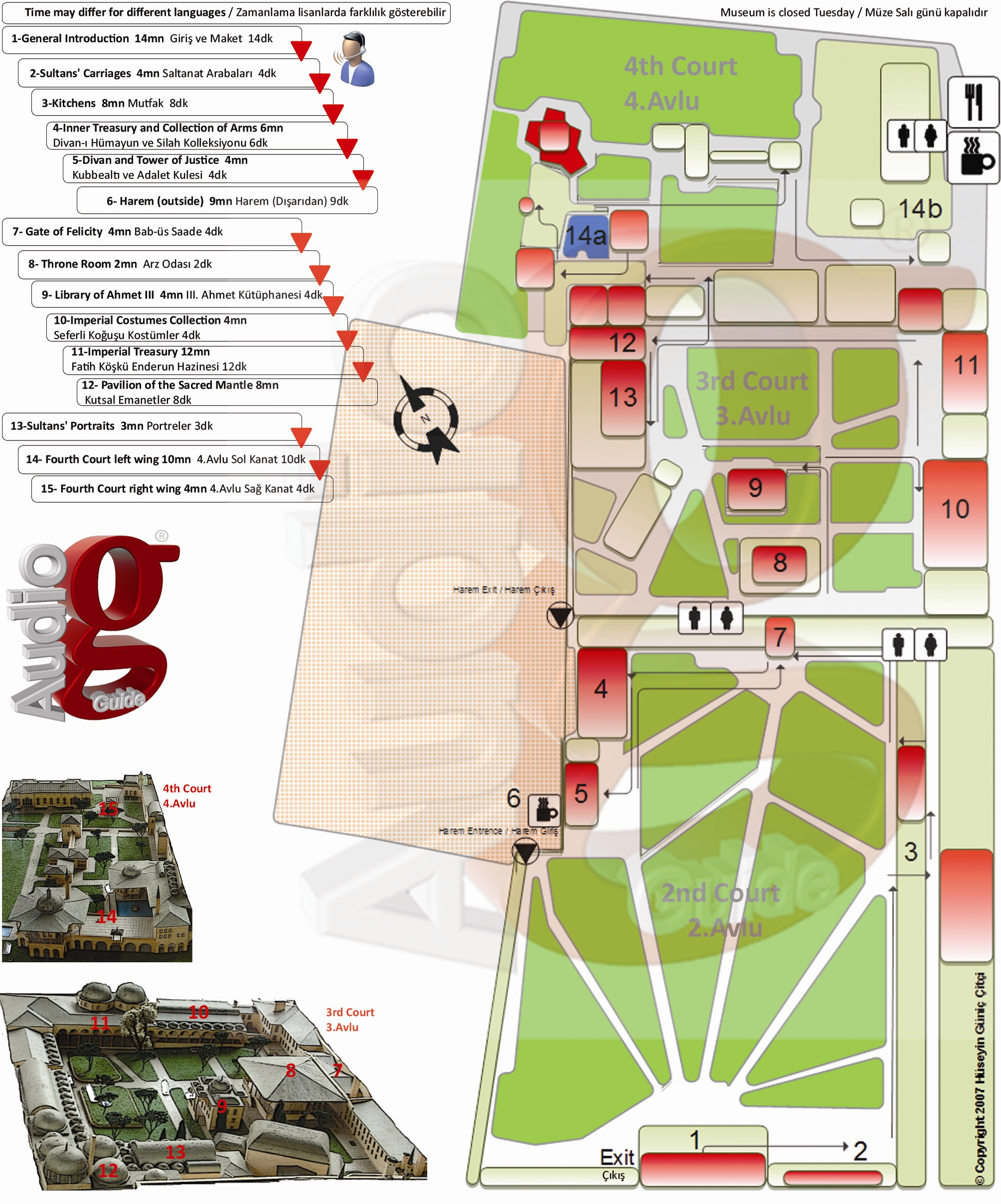
Топкапи. Туристична схема
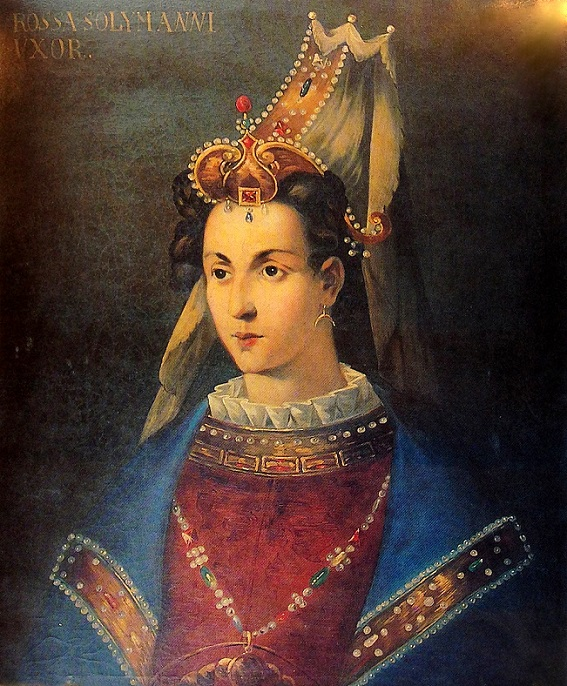
Портрет Роксолани. Копія 18 століття з давнього портрета
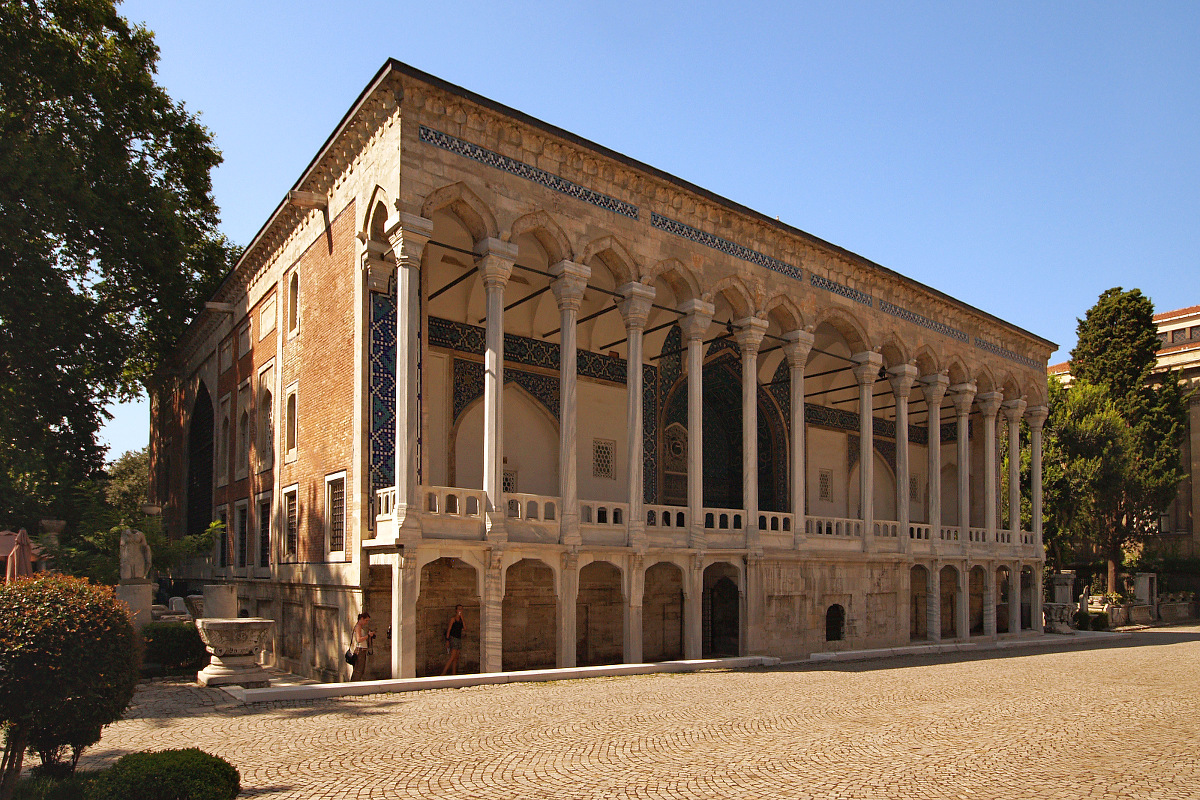
Кахельний кіоск